# Exile in Oblivion
 (juin 2022).
Si vous disposez d'ouvrages ou d'articles de référence ou si vous connaissez des sites web de qualité traitant du thème abordé ici, merci de compléter l'article en donnant les références utiles à sa vérifiabilité et en les liant à la section « Notes et références ».
Albums de Strung Out
Live In A Dive
(2003) Blackhawks Over Los Angeles
(2007)
Exile in Oblivion est un album du groupe Strung Out sorti en 2004.

## Liste des morceaux
1. Analog – 2:55
2. Blueprint of the Fall – 3:05
3. Katatonia – 2:46
4. Her Name in Blood – 3:20
5. Angeldust – 3:39
6. Lucifermotorcade – 2:43
7. Vampires – 2:46
8. No Voice of Mine – 2:28
9. Anna Lee – 3:12
10. Never Speak Again – 4:01
11. Skeletondanse – 2:43
12. Scarlet – 3:19
13. Swan Dive – 3:30
14. The Misanthropic Principle – 4:06